# Harry Jackson (Politiker)
Harry Jackson (* 23. Juli 1873 in Croydon, England; † 1. Juli 1951 in Adelaide, South Australia) war ein australischer Politiker der United Labor Party und später der National Party, der unter anderem von 1906 bis 1918 Mitglied sowie zwischen 1911 und 1912 Sprecher des South Australian House of Assembly war. Darüber hinaus war er zeitweise Minister.

## Leben

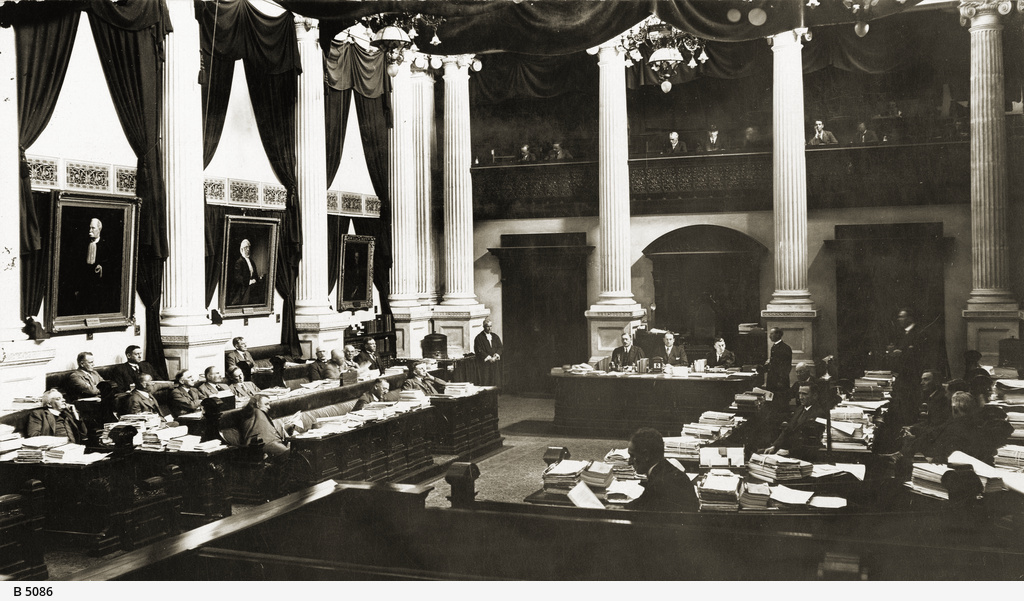
Der Sitzungssaal des South Australian House of Assembly, dessen Mitglied und Sprecher Jackson war.

Harry Jackson wanderte 1893 nach Australien aus und arbeitete in der Bleihütte von Port Pirie Port Pirie Smelter sowie den städtischen Wasserwerken. Er engagierte sich in der örtlichen Gewerkschaft sowie als Mitglied des dortigen Krankenhausausschusses und war zudem zwei Jahre lang Mitglied des Stadtrates von Port Pirie. Bei der Wahl am 3. November 1906 wurde er für die United Labor Party im damaligen Drei-Personen-Wahlkreis Stanley erstmals zum Mitglied des South Australian House of Assembly gewählt, des Unterhauses des Parlaments von South Australia, und konnte sich bei der Wahl gegen Alfred Catt von der Farmers and Producers Political Union (FFPU) durchsetzen. Er vertrat diesen Wahlkreis bis zum 11. März 1915 und war als Nachfolger von Alexander McDonald zwischen dem 2. Juni 1910 und seiner Ablösung durch John Newland am 17. November 1911 Vorsitzender der Ausschüsse (Chairman of Committees) und damit kraft Amtes als Deputy Speaker Stellvertreter des Sprechers der Legislativversammlung, Sir Jenkin Coles.
Am 17. November 1911 wurde er als Nachfolger von Sir Jenkin Coles, der wegen krankheitsbedingter Abwesenheit aus dem Parlament ausgeschieden war, als Speaker zum Sprecher des House of Assembly gewählt. Er bekleidete das Amt des Parlamentspräsidenten bis zum 18. März 1912, woraufhin Laurence O’Loughlin von der Liberal Union am 19. März 1912 seine Nachfolge antrat. Er war zwischen dem 3. Dezember 1912 und dem 3. April 1915 Mitglied des Ständigen Parlamentsausschusses für Eisenbahnen (Parliamentary Standing Committee on Railways). Bei der Wahl am 12. März 1915 wurde er für die United Labor Party im neu geschaffenen Wahlkreis Port Pirie wieder zum Mitglied der Legislativversammlung gewählt und vertrat diesen Wahlkreis bis zu seiner Niederlage gegen John Fitzgerald von der Labor Party, da er selbst im Zuge des Streits über die Einführung der Wehrpflicht in Australien im Ersten Weltkrieg am 28. Juni 1917 aus der United Labor Party ausgetreten war und sich der National Party anschloss.
Am 3. April 1915 wurde Jackson in die Regierung von Premier Crawford Vaughan berufen und bekleidete in dieser bis zum 14. Juli 1917 den Posten als Minister für öffentliche Arbeiten (Commissioner of Public Works). In der darauf folgenden dritten Regierung von Premier Archibald Peake fungierte er zwischen dem 27. August 1917 und dem 29. April 1918 als Minister für Ländereien der Krone und Einwanderung (Commissioner of Crown Lands and Immigration). Nach seinem Ausscheiden aus der Politik war er Manager der Kohleunternehmen in Port Pirie, zwischen 1931 und 1951 Vorsitzender des Feuerwehrausschusses (South Australian Fire Brigade Board) und zugleich von 1940 bis 1951 Vorsitzender des Tattersalls Club, ein Gentlemen’s Club, dessen Mitglieder hauptsächlich aus Männern bestanden, die gerne an Glücksspielen beim Pferderennen teilnahmen.

## Hintergrundliteratur
- Parliament of South Australia: Statistical Record of the Legislature 1836–2007 (Memento vom 11. März 2019 im Internet Archive)
- Gordon Desmond Combe: Responsible Government in South Australia, Band 1, Wakefield Press, 2009, ISBN 978-1-86254-843-5 (Onlineversion (Auszug))